# Angelika a sultán
Angelika a sultán je francouzsko-německo-italsko-tuniský film Bernarda Borderieho z roku 1968. Navazuje na film Nezkrotná Angelika a uzavírá sérii pěti filmů, jejichž hrdinkou je Angelika.

## Obsah filmu
Poté, co Joffrey zachrání svou loď před plameny, pronásleduje d'Escrainvillea, který unesl Angeliku, přes Středozemní moře. Když však nastoupí na loď, Angelika už na palubě není. V Alžíru ji Escrainville prodal Mezzo Morte, který ji hodlá nabídnout do harému sultána z Mikenezu. Aby zachránil Angeliku, odplouvá Joffrey v přestrojení za otroka do Alžíru, kde se mu s pomocí kompliců podaří uprchnout z vězení.
Angelika je uvedena do sultánova harému. Vzbouří se proti pokynům eunucha Osmana Ferradjiho, který má na starosti harém, a odmítne se stát sultánovou novou konkubínou. Jednoho dne, je evropský otrok Colin Paturel odsouzen k smrti za zesměšnění sultána. Těsně před vykonáním rozsudku Angelika vykřikne. Sultán ji spatří a je okamžitě ohromen její krásou. Nařídí, aby ji odvedli do jeho komnat. Angelika jeho milostné návrhy odmítá a pokusí se ho i zabít. Aby ji potrestal, nechá ji zbičovat, ale Ferradji nechá bičík napustit narkotikem, aby zmírnil bolest. Svého plánu učinit Angeliku jedinou sultánovou manželkou se nevzdal. Sultánova oblíbená konkubína na Angeliku žárlí a bojí se, že ztratí své výsadní postavení. Společně s další konkubínou se pokusí Angeliku zabít. Colin Paturel ji přesvědčí, aby jim raději pomohla utéct, což favoritka přijme. Angelice, Colinu Paturelovi a třetímu vězni, hraběti z Vateville, se podaří uprchnout.
Joffrey se mezitím snaží vykoupit Angeliku od sultána, kterého se mu podařilo vylákat lstí z paláce. Výměnou za Angeliku nabízí, že mu prozradí tajemství Kamene mudrců - přeměnit kov ve zlato. Dohoda je uzavřena, ale když se vrátí do sultánova paláce, zjistí, že Angelika mezitím uprchla. Sultán, aby zachránil svou čest, nechá Osmana Ferradjiho táhnout za koněm, ale Joffrey toto mučení zastaví. Sultán vyšle hlídku, aby mladou ženu našla.
V poušti se Colin Paturel, který není urozeného původu, vyzná ze své lásky k Angelice. Poté, co hrabě Vateville zemře při průzkumu, Angelika přinutí Paturela, aby jí slíbil, že ji zabije, pokud se znovu dostane do rukou sultána. Když se k němu přiblíží vojáci, chce svůj slib splnit, ale vojáci ho zastřelí. Angelika omdlí a probudí se v Joffreyho náručí na palubě jeho lodi.

## Pozadí
Angelika a sultán vypráví druhou část románu Nezdolná Angelika, který byl pro filmové zpracování rozdělen. Předchozí film, Nezdolná Angelika, popisuje Angeličino pátrání po Joffreym a její prodej na trhu s otroky. Angelika a sultán je posledním filmem pětidílné série. Zatímco Angelika asi na konci tohoto dílu najde svého manžela natrvalo, v románech se oba poprvé seznámí v šestém díle Angelika a její láska a v dalších sedmi dílech spolu prožijí četná dobrodružství.
Kostýmy navrhla Rosine Delamare a scénu Robert Giordani. V Itálii byl film uveden 13. března 1968, v Německu 9. srpna 1968 a ve Francii 23. srpna 1968.
Po vydání na VHS jsou filmy ze série Angélique od roku 2007 k dispozici v originálním francouzském znění a od roku 2012 v pětidílném DVD/Blu-Ray boxu v němčině.
V roce 2013 byla natočena nová filmová adaptace pod názvem Angelika, která vychází z prvních čtyř dílů reedice z roku 2008. Podle románů Anne Golon byly natočeny také turecké filmy Anjelik Osmanli saraylarinda (1967) a Anjelik ve Deli Ibrahim (1968).

## Obsazení
| Michèle Mercier    | Angelika              |
| Robert Hossein     | Joffrey de Peyrac     |
| Roger Pigaut       | markýz d'Escrainville |
| Jean-Claude Pascal | Osman Feradžij        |
| Christian Rode     | Duc de Vivonne        |
| Ettore Manni       | Jasone                |
| Bruno Dietrich     | Coriano               |
| Erno Crisa         | turecký velvyslanec   |
| Sieghardt Rupp     | Millerand             |
| Arturo Dominici    | Mezzo Morte           |
| Paul Müller        | maltézský rytíř       |